# Giuseppe Rolla
Giuseppe Rolla (Crema, 6 ottobre 1877 – Forlì, 2 agosto 1950) è stato un vescovo cattolico italiano.

## Biografia
Giuseppe Rolla, nato a Crema il 6 ottobre 1877 e ordinato prete cattolico il 4 agosto 1901, fu un sacerdote del clero della Diocesi di Lodi e dal 1923 al 1932 fu prevosto parroco di Borghetto Lodigiano, venne designato vescovo di Forlì il 25 novembre 1932, ed ordinato vescovo, l'8 gennaio del 1933, per le mani del vescovo di Lodi Pietro Calchi Novati. Si trova, così, ad occupare un posto di grande visibilità e responsabilità, dato che, durante il Ventennio, Forlì è universalmente nota come "la Città del Duce". In quanto tale, Forlì subirà pesanti bombardamenti e devastazioni durante la Seconda guerra mondiale.
L'incarico di Monsignor Rolla, dunque, si svolge anche proprio durante i difficili e delicati anni della guerra, che in parte condivide con altre personalità cittadine come il prefetto Marcello Bofondi, e della successiva ricostruzione. Per questo, la popolazione lo ricorderà con affetto, tanto che, il 20 maggio 2006, l'amministrazione comunale di Forlì, ha dedicato alla memoria di Giuseppe Rolla un giardino, ubicato nei pressi di Viale Salinatore .
A Monsignor Rolla si deve anche la presenza a Forlì dei Salesiani, che chiama nel 1942.
Sempre nel 1942, indice il sinodo diocesano dal 16 al 18 novembre.
Finita la guerra, volle anche far rinascere a Forlì una presenza degli scout, le cui associazioni erano state sciolte in tutta Italia dal passato regime fascista.

## Genealogia episcopale e successione apostolica
La genealogia episcopale è:
- Cardinale Scipione Rebiba
- Cardinale Giulio Antonio Santori
- Cardinale Girolamo Bernerio, O.P.
- Arcivescovo Galeazzo Sanvitale
- Cardinale Ludovico Ludovisi
- Cardinale Luigi Caetani
- Cardinale Ulderico Carpegna
- Cardinale Paluzzo Paluzzi Altieri degli Albertoni
- Papa Benedetto XIII
- Papa Benedetto XIV
- Papa Clemente XIII
- Cardinale Marcantonio Colonna
- Cardinale Giacinto Sigismondo Gerdil, B.
- Cardinale Giulio Maria della Somaglia
- Cardinale Carlo Odescalchi, S.I.
- Cardinale Costantino Patrizi Naro
- Cardinale Lucido Maria Parocchi
- Cardinale Andrea Carlo Ferrari
- Vescovo Pietro Calchi Novati
- Vescovo Giuseppe Rolla

La successione apostolica è:
- Vescovo Mario Bondini (1950)